# 千葉市立椿森中学校
千葉市立椿森中学校（ちばしりつ つばきもりちゅうがっこう）は、千葉県千葉市中央区に所在する、公立中学校である。平成27年度現在の生徒数は13学級342名。

## 歴史
1948年（昭和23年）4月1日、学制改革により千葉市立第四中学校として発足、1951年（昭和26年）に千葉市立椿森中学校と改称した。

## アクセス
- 千葉都市モノレール千葉公園駅で下車、徒歩3分
- JR東千葉駅で下車、徒歩7分